# Зибачинський Орест Рудольфович
Орест Рудольфович Зибачинський (псевдо: «Орлан», 15 травня 1912, Чернівці — 13 вересня 1993, Сідней) — учасник Української революції.

## Біографія

### Молодість
Народився у Чернівцях. Після закінчення четвертої української гімназії йде до війська. Разом з товаришами, що вчилися з ним у гімназії, вирішує продовжити освіту в Чернівецькому університеті. Вибирає для себе фах юриста. Студентське життя було сповнене оптимізму. Зростанню хлопців як особистостей сприяли патріотичні молодіжні товариства «Чорноморе», «Запороже», «Залізняк», спортивне — «Мазепа».
Був учасником Пласту. У своїх спогадах про студентські роки Орест Зибачинський пише, що він і його друзі-пластуни збудували «доволі кріпкий човен» і вирішили поплисти Прутом до міста Галац, що на Дунаї. «Ціль була: в околиці міста Галац віднайти на старому кладовищі могили січовиків і гріб гетьмана Івана Мазепи». Плавба Прутом вдалася. Могили гетьмана Мазепи не знайшли.

### Боротьба проти румунської окупації
Свою публіцистичну діяльність Орест Зибачинський розпочав у 1930-ті роки. Він виступив одним з ініціаторів видання в Чернівцях часопису «Самостійна думка», що виходив упродовж 1931—1936 років. Співпрацював з часописом «Самостійність» (1934—1937). Політична зрілість прийшла до Ореста Зибачинського в досить молодому віці. Він на початку 1934 року стає крайовим провідником ОУН в Румунії (Буковина, Бессарабія і Мармарощина). Виїжджає до Праги, де вивчає право закордонної торгівлі, знайомиться з еміграційним осередком Української Народної Республіки. Відтоді глибока дружба поєднала його з істориком і поетом, активним учасником українського національного руху Олегом Кандибою, сином Олександра Олеся. 1937 року повертається до Чернівців.

### Діяльність в часи війни
Червона Армія 1940 року окупувала Північну Буковину. Орест Зибачинський перебирається до Південної Буковини, живе деякий час у Радівцях (нині в Сучавському повіті), восени переїжджає до Бухареста для продовження навчання, що розпочав у Празі, багато працює в університетській бібліотеці, поглиблює свої знання та розширює світогляд, читаючи праці з давньої та новітньої історії.
Орест разом з чільними провідниками ОУН займається організацією похідних груп («Буковинський курінь» та ін.), що вирушали на Східну Україну для роботи, спрямованої проти німецьких окупантів та радянських партизанів. З такою похідною групою сам вирушає на південь України. Спочатку діяв у Миколаєві. Потім з невеликою бойовою групою через Полтаву і Харків добрався на Донбас. Звідти у березні 1942 року вирушив до Дніпропетровська і знову до Києва. У 1943—1944 роках керував підпільною боротьбою на Волині (Луцьк і Рівне), в різних місцевостях Полісся.
Протистояти наступу Радянської Армії порівняно невеликими силами підпільних бойових груп не було змоги, звичайно, що боротьба тривала і на зайнятих нею територіях, але вона вже не мала такого розмаху. Орест Зибачинський перебирається до Зальцбурга в Австрії, де знаходилась його дружина і син, що народився 1942 року в Рівному, а звідти переїжджає з сім'єю до Мюнхена. Після закінчення війни Орест Зибачинський навчається в Економічній вищій школі. У червні 1948 р. стає одним із засновників Екзильного Уряду Української Народної Республіки, входить до складу Української Національної Ради (Комісії закордонних справ).

### В еміграції
1950 року Орест Зибачинський емігрував з родиною до Австралії і поселився в Сіднеї. Перші роки працював звичайним робітником. Потім його діяльність була пов'язана з Дослідною фундацією ім. Ольжича. У 1978—1979 роках виїжджав до Канади, редагував часопис «Новий шлях» в Торонто. Проживаючи в Німеччині, а потім в Австралії, Орест Зибачинський весь вільний час віддавав поглибленню своїх гуманітарних знань: історіософії, історії цивілізації і розвитку свідомості людини. Наслідком цих студій була поява книг, виданих у різних країнах світу, які принесли визнання їх автору серед представників української діаспори.
Помер Орест Зибачинський у Сіднеї в день, коли йому виповнилося 81 рік, 15 вересня 1993 року. Він був автором багатьох політико-філософських та публіцистичних праць, написаних у Мюнхені та Сіднеї.

## Основні праці
- «Свободарність» (Сідней, 1955)
- "Інтеґральна революція " (Мюнхен, 1960)
- «Ренесанс-Реформація-Революція» (Чикаго, 1968)
- «Свободарний маніфест» (1978, Вінніпеґ)
- «Меч духа» (Вінніпег, 1980)
- «Містерія свободи» (Канберра, 1985)
- «Воля до свободи [Архівовано 25 вересня 2020 у Wayback Machine.]» (Сідней-Париж, 1988)